# NECプラットフォームズ
NECプラットフォームズ株式会社（英: NEC Platforms, Ltd.）は、NECグループの主要子会社である。
企業向けの電話機器、情報通信機器の製造販売事業を主に手がけている。
旧社名は日通工株式会社（にっつうこう、Nitsuko 2001年まで）、NECインフロンティア株式会社（NEC Infrontia, Ltd. 2014年6月まで）。
なお、日通工株式会社以前には日本電話工業株式会社→日本通信工業株式会社と称していたが、福岡市に本社を置く電気通信工事業の日本通信工業株式会社とは無関係である。

## 概要
本社機能は東京都千代田区神田司町二丁目3番地にある。
日通工時代からの事業所は神奈川県川崎市高津区北見方2-6-1にあり、現在も登記上の本店を置く。最寄り駅は東急田園都市線高津駅で、同線溝の口駅（JR東日本南武線武蔵溝ノ口駅）から高津駅を経由して同事業所に向かう専用バスが運行されている。
日通工時代は全国ネットの番組に提供、テレビCMを放映した時期がある。
2014年7月1日にNECアクセステクニカなど3社を吸収合併して現社名へ変更する。旧NECアクセステクニカの掛川事業所（静岡県掛川市）、旧NECコンピュータテクノの甲府事業所（山梨県甲府市）、旧NECインフロンティア東北の白石事業所（宮城県白石市）、旧NECコンピュータテクノ茨城の茨城事業所（茨城県筑西市）が新たに加わる。同日付でNECエンベデッドプロダクツから一部事業を引き継いで山形県米沢市の米沢事業所、NECソリューションイノベータからプラットフォーム関係部署が移管されて愛媛県松山市の松山事業所、それぞれを追加した。
2017年4月1日にNECエンジニアリング・NECネットワークプロダクツ・山梨日本電気を吸収合併するとともに、NEC通信システムおよびNEC本体からネットワーク系の技術開発・生産関連を譲受し、岩手県一関市・福島県福島市・栃木県那須塩原市（以上旧NECネットワークプロダクツ）・山梨県大月市（旧山梨日本電気）の事業所が加わった。
2018年4月19日に、業績不振を理由に一関事業所と茨城事業所の閉鎖が発表され、一関は2019年3月で、茨城は2018年度中に閉鎖された。
2024年9月30日に、日本みらいキャピタルへのPOS事業の譲渡が発表された。譲渡時期は2025年8月を予定している。この事業譲渡には、白石事業所も含まれる。なお、これに伴い、通信機器などPOS以外の製品は他の事業所に生産を移管する。

## 製品
- NTTドコモ向け
  - N-01H 社名変更前及び吸収した法人を含めても、ドコモ向けとして当社初の端末

旧NECインフロンティア
後述。
旧NECアクセステクニカ
- 家庭用ルータ（Atermシリーズ）

旧NECコンピュータテクノ
- スーパーコンピュータ（SXシリーズ）
- メインフレーム (ACOS)
- ハイエンドサーバ
- Express5800シリーズ
- コンビニエンスストア向け端末 - セブン銀行ATMなど

### 旧NECインフロンティア
登記上の本店は神奈川県川崎市高津区北見方2-6-1（高津事業所、旧日通工本社）。
主要製品は、企業向けのネットワーク機器、企業内のキーテレフォン、スーパーマーケット・コンビニエンスストア・ガソリンスタンドなど向けのPOSシステム（販売管理システム）、情報伝達端末機などの業務用通信機器を手がける。特にPOSシステムでは、旧日本通信工業時代はファーストフード（大手では日本ケンタッキーフライドチキンやモスフードサービスが採用）・飲食店向けとガソリンスタンド向けPOS分野で大きなシェアを持っていた。また、合併前のNECのPOS部門は専門店、コンビニエンスストア（ローソンが一貫して採用）、スーパーマーケット向けシステムを得意としていた。両部門が合併したことで、巨大なシェアを獲得し、現在も一定のシェアを保っている。
日通工ブランドの端末は、更新時期を迎えたものから順次NECブランドの端末に置き換えられているが、WindowsベースのPOSがほとんどとなった今日、他メーカーへの乗り換え障壁が低くなり、更新にあわせて他メーカーにシェアを奪われるケースも見られる。具体的には、旧日通工のPOSシステムを多くの系列販売店で使用していた出光興産が、主に日立製作所のPOS端末を採用していた。現在の指定メーカーはNECインフロンティアである。すかいらーくグループなど、NECから日通工へ変更したのちに事業統合でNEC端末に戻る事例も見られる。
一般向け製品は、WILLCOMのAIR-EDGEカード・WILLCOM CORE XGP用PCカード端末やイー・モバイルのPCカード型データカードがある。
2005年4月1日に電話交換機部門の保守・工事部門より大都市圏以外の地方拠点が撤退し、POSシステムのみ継続する。
当時の社名のInfrontiaは、Information、Front Office、IP Telephony、Applianceの合成語で、frontierとかけている。

## 沿革
- 1918年 - 日本電話工業株式会社（初代）として大阪で設立。
- 1932年 - 日本電話工業株式会社（2代目）を改めて大阪で設立。
- 1937年 - 日本電話工業株式会社を存続会社として4社が合併、日本通信工業株式会社と社名を改めて東京に本社を移転。
- 1939年 - 現本店所在地に総合工場完成、本社を移転。
- 1959年 - 1号ボタン電話装置を電電公社に納入開始。
- 1970年 - 東京証券取引所第1部上場。
- 1987年 - 一般的な呼称であった日通工株式会社に社名変更。
- 1999年
  - 千代田区神田に東京本社を開設して本社機能を移転。
  - 電子コンポーネント事業が分離し信越日通工に移管、日通工エレクトロニクス株式会社となる[9]。
- 2001年 - 日本電気の電話機器・POSシステム事業と経営統合し、また同社の出資比率を引き上げて子会社化し、NECインフロンティア株式会社となる。
- 2005年 - 日本電気による株式公開買い付け（TOB）および株式交換を発表。
- 2006年 - 日本電気の完全子会社となり上場廃止。
- 2014年7月1日 - NECアクセステクニカ、NECインフロンティア東北、NECコンピュータテクノを吸収合併し、NECプラットフォームズ株式会社へ社名を変更[10]。同時に、NECエンベデッドプロダクツのテープストレージ開発・生産部門を継承。登記上の本店は日通工時代から変わらず。
- 2017年4月1日 - NECエンジニアリング・NECネットワークプロダクツ・山梨日本電気を統合。また、旧埼玉日本電気および長野日本電気の人員を継承した[11]。
- 2025年8月1日 - 同社のPOS事業およびPOS製品の生産拠点である白石事業所をステアリテール株式会社に承継[12]。また、営業拠点の大規模な再編も行われた[13]。

## 業績推移
| 年度     | 売上高                                        | 社員数                                                        | 備考 |
| -------- | --------------------------------------------- | ------------------------------------------------------------- | ---- |
| 2013年度 | 2,351億円(2014年3月期 単純合算ベース）        | 5,100人（2014年7月）                                          |      |
| 2014年度 | 2,588億円（2015年3月期）                      | 5,400人（2014年10月） 連結 5,429人、単独 4,057人（2015年4月） |      |
| 2015年度 | 2,676億円（単独 2016年3月期）                 | 4,032人（単独 2016年4月）                                     |      |
| 2016年度 | 約4,300億円(単独 2016年3月期 単純合算ベース） | 8,095人(単独 2017年4月）                                      |      |

## スポーツ活動
掛川事業所には、静岡日本電気時代の1983年に創部された女子ソフトボールチーム「NECプラットフォームズレッドファルコンズ」があり、JDリーグに所属している。